# Ctenophora (diptère)
Ne doit pas être confondu avec Ctenophora.
Genre
Taxons de rang inférieur
- Ctenophora (Cnemoncosis)
- Ctenophora (Ctenophora)
- Ctenophora (Xiphuromorpha)

Ctenophora est un genre d'insectes de l'ordre des diptères, du sous-ordre des nématocères, de la famille des tipulidés.

## Espèces rencontrées en Europe
sous-genre Ctenophora (Cnemoncosis)
- Ctenophora (Cnemoncosis) fastuosa Loew, 1871
- Ctenophora (Cnemoncosis) festiva Meigen, 1804
- Ctenophora (Cnemoncosis) ornata Meigen, 1818

sous-genre Ctenophora (Ctenophora)
- Ctenophora (Ctenophora) elegans Meigen, 1818
- Ctenophora (Ctenophora) flaveolata (Fabricius, 1794)
- Ctenophora (Ctenophora) guttata Meigen, 1818
- Ctenophora (Ctenophora) nigriceps (Tjeder, 1949)
- Ctenophora (Ctenophora) pectinicornis (Linnaeus, 1758)
- Ctenophora (Ctenophora) tricolor Loew, 1869

sous-genre Ctenophora (Xiphuromorpha)
- Ctenophora (Xiphuromorpha) sibirica Portschinsky, 1873